# Night of Champions 2025
Night of Champions 2025 è stata la decima edizione dell'omonimo premium live event prodotto dalla WWE. L'evento si è svolto il 28 giugno 2025 alla Kingdom Arena di Riad in Arabia Saudita ed è stato trasmesso su Peacock negli Stati Uniti, su Netflix in tutti i paesi in cui è disponibile il servizio e sul WWE Network nei restanti paesi.
L'evento è stato annunciato il 10 maggio 2025 e sarà la seconda edizione consecutiva a svolgersi in Arabia Saudita, dopo quella del 2023, con la Kingdom Arena di Riad che ospiterà anche la puntata settimanale di SmackDown. Inoltre, l'evento sarà il teatro delle finali del King of the Ring e del Queen of the Ring i cui vincitori avranno diritto ad un incontro titolato a SummerSlam.

## Storyline
Nella puntata di SmackDown del 6 giugno venne annunciato che a partire dalla puntata di Raw successiva, del 9 giugno, sarebbero iniziati gli incontri validi per il King of the Ring e il Queen of the Ring con il primo turno che prevede quattro fatal four-way match, due per ciascun roster, i cui vincitori si sarebbero sfidati in semifinale per ottenere l'accesso alla finale di Night of Champions, con in palio una sfida titolata garantita per SummerSlam. Tre giorni più tardi si tennero i primi due incontri di qualificazione, uno maschile ed uno femminile, che videro le vittorie di Sami Zayn, sconfiggendo Bron Breakker, Penta e Dominik Mysterio, e Roxanne Perez che ebbe la meglio su Liv Morgan, Kairi Sane e Rhea Ripley. A SmackDown furono disputati altri quattro incontri del primo turno che videro per il torneo maschile i successi di Randy Orton e Cody Rhodes cha affrontarono rispettivamente Aleister Black, Carmelo Hayes e LA Knight e Andrade, Damian Priest e Shinsuke Nakamura; negli incontri femminili andò ad Alexa Bliss, che sconfisse Michin, Nia Jax e Piper Niven, e Jade Cargill che riuscì a battere Alba Fyre, Candice LeRae e Charlotte Flair. Il martedì successivo a Raw vennero disputati gli ultimi due incontri del primo turno con Jey Uso e la rientrante Asuka che riuscirono a qualificarsi per le semifinali a discapito di Bronson Reed, Rusev e Sheamus e Ivy Nile, Raquel Rodriguez e Stephanie Vaquer. Nella successiva puntata di SmackDown si tennero le prime due semifinali con Randy Orton e Jade Cargill che diventarono i primi finalisti dopo aver sconfitto Sami Zayn e Roxanne Perez. Tre giorni dopo a Raw si svolsero le altre due semifinale che videro le vittorie di Cody Rhodes e Asuka su Jey Uso e Alexa Bliss.
Nella puntata di Raw del 9 giugno, successiva a Money in the Bank, il WWE Champion John Cena ha attaccato verbalmente i fan per aver sostenuto il ritorno in federazione di R-Truth dopo l'attacco a sorpresa nei suoi confronti. Ad interromperlo è stato CM Punk che disse di non avere come obbiettivo principale il suo titolo ma ha la necessità di toglierlo dalle sue mani richiedendo un incontro titolato la sera stessa contro il bostoniano. Cena rifiutò l'offerta dicendogli di "seguirlo in Arabia Saudita" ed ufficializzando il loro incontro per il WWE Championship per Night of Champions prima di venire interrotti da Seth Rollins, nuovo detentore del Money in the Bank. La settimana successiva a SmackDown, Cena affrontò in un match non titolato R-Truth che terminò in squalifica dopo che il campione colpì il rivale con la cintura venendo poi fermato da Punk che inseguì il rivale sul ring ma venne atterrato a sua volta da un colpo con la cintura prima di venire schiantato su un tavolo al centro del ring dalla Attitude Adjusment. Cena salì sulla terza corda e prese in microfono ricreando la Pipe Bomb fatta da Punk nella puntata di Raw del 27 giugno 2011, al termine di un incontro tra R-Truth ed il leader della Cenation con quest'ultimo steso su un tavolo, replicando molte frasi dette dal rivale e facendo il nome di Claudio Castagnoli, Nic Nemeth e Matt Cardona, tutti lottatori con un passato in WWE ora in altre compagnie come fatto da Punk all'epoca con altri lottatori. Cena concluse prendendo in giro il soprannome di Best in the World del rivale dicendo che fu il migliore al mondo per soli sette minuti, quattordici anni prima.
Durante i primi mesi dell'anno, le tensioni all'interno della Bloodline tra il WWE United States Champion Jacob Fatu ed il leader Solo Sikoa crebbero sempre più. A Backlash, Fatu riuscì a mantenere il titolo grazie anche all'aiuto del debuttante JC Mateo. Il clima di tensione tuttavia non si placò e nella puntata di SmackDown del 30 maggio un'interferenza sbagliata di Sikoa e Mateo costò a Fatu l'incontro di qualificazione del Money in the Bank ladder match. Nella successiva puntata, nel backstage Sikoa rassicurò Mateo su Fatu dicendo che non ci sarebbero stati problemi poiché Fatu gli vuole bene nonostante pensi solo a sé stesso e non usi molto in cervello, non curante del fatto che il campione lo stesse ascoltando. A Money in the Bank, durante l'incontro con la valigetta Fatu fece da guardia a Sikoa mentre questo stava salendo la scala ma mentre si apprestava alla vittoria il campione lo attaccò dicendogli di odiarlo, costandogli l'incontro. Pochi giorni dopo a SmackDown, Fatu accusò il cugino di averlo tradito con Sikoa si diede i meriti per aver fatto diventare il campione quello che è oggi, dandogli una seconda possibilità per la settimana successiva per riappacificarsi. Sette giorni più tardi, Fatu propose a Sikoa di sfidarlo a Night of Champions con la cintura in palio, con lo sfidante che accettò.
Durante l'incontro valido per il primo turno del Queen of the Ring nella puntata di Raw del 9 giugno, la WWE Women's Tag Team Champion Raquel Rodriguez interruppe lo schienamento di Rhea Ripley ai danni della sua partner Liv Morgan, costandole la qualificazione. La settimana successiva, Ripley attuò la stessa manovra durante l'incontro di qualificazione della Rodriguez negandole, a sua volta, l'opportunità di vincere l'incontro. Nella puntata seguente, Rodriguez si presentò al centro del ring chiamando fuori la rivale e le due iniziarono a combattere posizionando al centro del ring un tavolo sul quale venne schiantata la Ripley dalla Tejana Bomb della Rodriguez grazie all'aiuto di Roxanne Perez, da poco approdata nel Judgment Day. Più tardi nella serata, Ripley si recò dal general manager Adam Pearce chiedendo un incontro contro la rivale che Pearce ufficializzò per Night of Champions in uno street fight match.
Nel corso delle scorse settimane, Sami Zayn venne spesso interrotto nel backstage da Karrion Kross, insieme a Scarlett, con quest'ultimo che derideva continuamente Zayn per il mancato raggiungimento del suo obbiettivo di diventare campione del mondo e che solo ascoltandolo avrebbe potuto ottenere ciò che aveva prefissato. Nella puntata di Raw del 23 giugno, Zayn è stato eliminato dal King of the Ring per opera di Cody Rhodes e tornato nel backstage venne nuovamente sopraggiunto da Kross che gli disse che non sarebbe mai diventato campione mondiale ma Zayn lo colpì con un pugno annunciandogli di aver richiesto ed ottenuto un incontro dal general manager Adam Pearce per Night of Champions.

#### Incontri cancellati
Nella puntata di Raw del 5 maggio, AJ Styles entrò nello spogliatoio del Judgment Day annunciando a Dominik Mysterio che sarebbe stato lui il suo futuro avversario per il WWE Intercontinental Championship dopo Backlash, con il campione che chiese aiuto a Finn Bálor. La settimana successiva si tenne un incontro tra Bálor e Styles con la vittoria di quest'ultimo grazie all'interferenza di Penta a bordo ring contro JD McDonagh e Carlito. Nella puntata seguente, Penta e Styles fecero coppia riuscendo a sconfiggere Bálor e JD McDonagh. Il 16 giugno a Raw, Styles sconfisse JD McDonagh e dopo l'incontro il campione Mysterio cercò invano di colpire il rivale con la cintura venendo messo in salvo da Bálor lasciando però la cintura al centro del ring che venne raccolta da Styles e successivamente riuscì a scappare con essa. Più tardi nella puntata, Styles si recò dal general manager Nick Aldis, che sostituiva Adam Pearce per quella puntata, consegnandogli la cintura e chiedendo in cambio una sfida titolata a Night of Champions, con Aldis che accettò e ufficializzò l'incontro. Tuttavia, la settimana successiva il general manager Adam Pearce annunciò la cancellazione dell'incontro a causa di un infortunio del campione.

## Risultati
| # | Match                                               | Stipulazioni                                            | Durata |
| - | --------------------------------------------------- | ------------------------------------------------------- | ------ |
| 1 | Cody Rhodes ha sconfitto Randy Orton                | Single match valido per la finale del King of the Ring  | 19:50  |
| 2 | Rhea Ripley ha sconfitto Raquel Rodriguez           | Street fight match                                      | 14:00  |
| 3 | Sami Zayn ha sconfitto Karrion Kross (con Scarlett) | Single match                                            | 13:35  |
| 4 | Solo Sikoa ha sconfitto Jacob Fatu (c)              | Single match per il WWE United States Championship      | 12:05  |
| 5 | Jade Cargill ha sconfitto Asuka                     | Single match valido per la finale del Queen of the Ring | 8:35   |
| 6 | John Cena (c) ha sconfitto CM Punk                  | Single match per il WWE Championship                    | 26:15  |

### Struttura del King of the Ring
|  |                                |                                |                                |             |             |                                |                                |                                |  |  |                  |                  |                  |
|  | Primo turno 9 giugno-16 giugno | Primo turno 9 giugno-16 giugno | Primo turno 9 giugno-16 giugno |             |             | Semifinali 20 giugno-23 giugno | Semifinali 20 giugno-23 giugno | Semifinali 20 giugno-23 giugno |  |  | Finale 28 giugno | Finale 28 giugno | Finale 28 giugno |
|  | Primo turno 9 giugno-16 giugno | Primo turno 9 giugno-16 giugno | Primo turno 9 giugno-16 giugno |             |             | Semifinali 20 giugno-23 giugno | Semifinali 20 giugno-23 giugno | Semifinali 20 giugno-23 giugno |  |  | Finale 28 giugno | Finale 28 giugno | Finale 28 giugno |
|  |                                |                                |                                |             |             |                                |                                |                                |  |  |                  |                  |                  |
|  |                                |                                |                                |             |             |                                |                                |                                |  |  |                  |                  |                  |
|  | Cody Rhodes                    | Cody Rhodes                    | Schienamento                   |             |             |                                |                                |                                |  |  |                  |                  |                  |
|  | Cody Rhodes                    | Cody Rhodes                    | Schienamento                   |             |             |                                |                                |                                |  |  |                  |                  |                  |
|  | Andrade                        | Andrade                        | –                              |             |             |                                |                                |                                |  |  |                  |                  |                  |
|  | Andrade                        | Andrade                        | –                              |             |             |                                |                                |                                |  |  |                  |                  |                  |
|  | Damian Priest                  | Damian Priest                  | –                              |             |             |                                |                                |                                |  |  |                  |                  |                  |
|  | Damian Priest                  | Damian Priest                  | –                              |             |             |                                |                                |                                |  |  |                  |                  |                  |
|  | Shinsuke Nakamura              | Shinsuke Nakamura              | 17:05                          | Cody Rhodes | Cody Rhodes | Schienamento                   |                                |                                |  |  |                  |                  |                  |
|  | Shinsuke Nakamura              | Shinsuke Nakamura              | 17:05                          | Cody Rhodes | Cody Rhodes | Schienamento                   |                                |                                |  |  |                  |                  |                  |
|  | Bronson Reed                   | Bronson Reed                   | 17:25                          |             |             | Jey Uso                        | Jey Uso                        | 20:00                          |  |  |                  |                  |                  |
|  | Bronson Reed                   | Bronson Reed                   | 17:25                          |             |             | Jey Uso                        | Jey Uso                        | 20:00                          |  |  |                  |                  |                  |
|  | Rusev                          | Rusev                          | –                              |             |             |                                |                                |                                |  |  |                  |                  |                  |
|  | Rusev                          | Rusev                          | –                              |             |             |                                |                                |                                |  |  |                  |                  |                  |
|  | Sheamus                        | Sheamus                        | –                              |             |             |                                |                                |                                |  |  |                  |                  |                  |
|  | Sheamus                        | Sheamus                        | –                              |             |             |                                |                                |                                |  |  |                  |                  |                  |
|  | Jey Uso                        | Jey Uso                        | Schienamento                   | Cody Rhodes | Cody Rhodes | Schienamento                   |                                |                                |  |  |                  |                  |                  |
|  | Jey Uso                        | Jey Uso                        | Schienamento                   | Cody Rhodes | Cody Rhodes | Schienamento                   |                                |                                |  |  |                  |                  |                  |
|  | Sami Zayn                      | Sami Zayn                      | Schienamento                   |             |             | Randy Orton                    | Randy Orton                    | 19:50                          |  |  |                  |                  |                  |
|  | Sami Zayn                      | Sami Zayn                      | Schienamento                   |             |             |                                | Randy Orton                    | 19:50                          |  |  |                  |                  |                  |
|  | Bron Breakker                  | Bron Breakker                  | –                              |             |             |                                |                                |                                |  |  |                  |                  |                  |
|  | Bron Breakker                  | Bron Breakker                  | –                              |             |             |                                |                                |                                |  |  |                  |                  |                  |
|  | Dominik Mysterio               | Dominik Mysterio               | 17:05                          |             |             |                                |                                |                                |  |  |                  |                  |                  |
|  | Dominik Mysterio               | Dominik Mysterio               | 17:05                          |             |             |                                |                                |                                |  |  |                  |                  |                  |
|  | Penta                          | Penta                          | –                              | Sami Zayn   | Sami Zayn   | 11:25                          |                                |                                |  |  |                  |                  |                  |
|  | Penta                          | Penta                          | –                              | Sami Zayn   | Sami Zayn   | 11:25                          |                                |                                |  |  |                  |                  |                  |
|  | Aleister Black                 | Aleister Black                 | –                              |             |             | Randy Orton                    | Randy Orton                    | Schienamento                   |  |  |                  |                  |                  |
|  | Aleister Black                 | Aleister Black                 | –                              |             |             | Randy Orton                    | Randy Orton                    | Schienamento                   |  |  |                  |                  |                  |
|  | Carmelo Hayes                  | Carmelo Hayes                  | –                              |             |             |                                |                                |                                |  |  |                  |                  |                  |
|  | Carmelo Hayes                  | Carmelo Hayes                  | –                              |             |             |                                |                                |                                |  |  |                  |                  |                  |
|  | LA Knight                      | LA Knight                      | 16:15                          |             |             |                                |                                |                                |  |  |                  |                  |                  |
|  | LA Knight                      | LA Knight                      | 16:15                          |             |             |                                |                                |                                |  |  |                  |                  |                  |
|  | Randy Orton                    | Randy Orton                    | Schienamento                   |             |             |                                |                                |                                |  |  |                  |                  |                  |
|  | Randy Orton                    | Randy Orton                    | Schienamento                   |             |             |                                |                                |                                |  |  |                  |                  |                  |

### Struttura del Queen of the Ring
|  |                                     |                                     |                                     |              |              |                                     |                                     |                                     |  |  |                       |                       |                       |
|  | Primo turno 9 giugno-16 giugno 2025 | Primo turno 9 giugno-16 giugno 2025 | Primo turno 9 giugno-16 giugno 2025 |              |              | Semifinali 20 giugno-23 giugno 2025 | Semifinali 20 giugno-23 giugno 2025 | Semifinali 20 giugno-23 giugno 2025 |  |  | Finale 28 giugno 2025 | Finale 28 giugno 2025 | Finale 28 giugno 2025 |
|  | Primo turno 9 giugno-16 giugno 2025 | Primo turno 9 giugno-16 giugno 2025 | Primo turno 9 giugno-16 giugno 2025 |              |              | Semifinali 20 giugno-23 giugno 2025 | Semifinali 20 giugno-23 giugno 2025 | Semifinali 20 giugno-23 giugno 2025 |  |  | Finale 28 giugno 2025 | Finale 28 giugno 2025 | Finale 28 giugno 2025 |
|  |                                     |                                     |                                     |              |              |                                     |                                     |                                     |  |  |                       |                       |                       |
|  |                                     |                                     |                                     |              |              |                                     |                                     |                                     |  |  |                       |                       |                       |
|  | Jade Cargill                        | Jade Cargill                        | Schienamento                        |              |              |                                     |                                     |                                     |  |  |                       |                       |                       |
|  | Jade Cargill                        | Jade Cargill                        | Schienamento                        |              |              |                                     |                                     |                                     |  |  |                       |                       |                       |
|  | Mia Yim                             | Mia Yim                             | –                                   |              |              |                                     |                                     |                                     |  |  |                       |                       |                       |
|  | Mia Yim                             | Mia Yim                             | –                                   |              |              |                                     |                                     |                                     |  |  |                       |                       |                       |
|  | Nia Jax                             | Nia Jax                             | –                                   |              |              |                                     |                                     |                                     |  |  |                       |                       |                       |
|  | Nia Jax                             | Nia Jax                             | –                                   |              |              |                                     |                                     |                                     |  |  |                       |                       |                       |
|  | Piper Niven                         | Piper Niven                         | 12:50                               | Jade Cargill | Jade Cargill | Schienamento                        |                                     |                                     |  |  |                       |                       |                       |
|  | Piper Niven                         | Piper Niven                         | 12:50                               | Jade Cargill | Jade Cargill | Schienamento                        |                                     |                                     |  |  |                       |                       |                       |
|  | Kairi Sane                          | Kairi Sane                          | 12:50                               |              |              | Roxanne Perez                       | Roxanne Perez                       | 11:30                               |  |  |                       |                       |                       |
|  | Kairi Sane                          | Kairi Sane                          | 12:50                               |              |              | Roxanne Perez                       | Roxanne Perez                       | 11:30                               |  |  |                       |                       |                       |
|  | Liv Morgan                          | Liv Morgan                          | –                                   |              |              |                                     |                                     |                                     |  |  |                       |                       |                       |
|  | Liv Morgan                          | Liv Morgan                          | –                                   |              |              |                                     |                                     |                                     |  |  |                       |                       |                       |
|  | Rhea Ripley                         | Rhea Ripley                         | –                                   |              |              |                                     |                                     |                                     |  |  |                       |                       |                       |
|  | Rhea Ripley                         | Rhea Ripley                         | –                                   |              |              |                                     |                                     |                                     |  |  |                       |                       |                       |
|  | Roxanne Perez                       | Roxanne Perez                       | Schienamento                        | Jade Cargill | Jade Cargill | Schienamento                        |                                     |                                     |  |  |                       |                       |                       |
|  | Roxanne Perez                       | Roxanne Perez                       | Schienamento                        | Jade Cargill | Jade Cargill | Schienamento                        |                                     |                                     |  |  |                       |                       |                       |
|  | Alexa Bliss                         | Alexa Bliss                         | Schienamento                        |              |              | Asuka                               | Asuka                               | 8:35                                |  |  |                       |                       |                       |
|  | Alexa Bliss                         | Alexa Bliss                         | Schienamento                        |              |              |                                     | Asuka                               | 8:35                                |  |  |                       |                       |                       |
|  | Alba Fyre                           | Alba Fyre                           | –                                   |              |              |                                     |                                     |                                     |  |  |                       |                       |                       |
|  | Alba Fyre                           | Alba Fyre                           | –                                   |              |              |                                     |                                     |                                     |  |  |                       |                       |                       |
|  | Candice LeRae                       | Candice LeRae                       | 11:00                               |              |              |                                     |                                     |                                     |  |  |                       |                       |                       |
|  | Candice LeRae                       | Candice LeRae                       | 11:00                               |              |              |                                     |                                     |                                     |  |  |                       |                       |                       |
|  | Charlotte Flair                     | Charlotte Flair                     | –                                   | Alexa Bliss  | Alexa Bliss  | 09:25                               |                                     |                                     |  |  |                       |                       |                       |
|  | Charlotte Flair                     | Charlotte Flair                     | –                                   | Alexa Bliss  | Alexa Bliss  | 09:25                               |                                     |                                     |  |  |                       |                       |                       |
|  | Ivy Nile                            | Ivy Nile                            | –                                   |              |              | Asuka                               | Asuka                               | Schienamento                        |  |  |                       |                       |                       |
|  | Ivy Nile                            | Ivy Nile                            | –                                   |              |              | Asuka                               | Asuka                               | Schienamento                        |  |  |                       |                       |                       |
|  | Raquel Rodriguez                    | Raquel Rodriguez                    | 15:50                               |              |              |                                     |                                     |                                     |  |  |                       |                       |                       |
|  | Raquel Rodriguez                    | Raquel Rodriguez                    | 15:50                               |              |              |                                     |                                     |                                     |  |  |                       |                       |                       |
|  | Stephanie Vaquer                    | Stephanie Vaquer                    | –                                   |              |              |                                     |                                     |                                     |  |  |                       |                       |                       |
|  | Stephanie Vaquer                    | Stephanie Vaquer                    | –                                   |              |              |                                     |                                     |                                     |  |  |                       |                       |                       |
|  | Asuka                               | Asuka                               | Schienamento                        |              |              |                                     |                                     |                                     |  |  |                       |                       |                       |
|  | Asuka                               | Asuka                               | Schienamento                        |              |              |                                     |                                     |                                     |  |  |                       |                       |                       |